# آنجو، آیچی
آنجو، آیچی از شهرهای استان آیچی در ژاپن است که جمعیت آن در سال ۲۰۰۸ میلادی ۱۷۶٬۰۴۶نفر بوده‌است.